# Nowy cmentarz żydowski w Czerwińsku nad Wisłą
Nowy cmentarz żydowski w Czerwińsku nad Wisłą – kirkut społeczności żydowskiej niegdyś zamieszkującej Czerwińsk nad Wisłą. Powstał w 1935. Znajdował się przy południowej stronie ul. Polnej, we wschodniej części miejscowości. Został zniszczony podczas II wojny światowej. Nie zachowały się żadne nagrobki.